# Scott County (Illinois)
Das Scott County ist ein County im US-amerikanischen Bundesstaat Illinois. Im Jahr 2010 hatte das County 5355 Einwohner und eine Bevölkerungsdichte von 8,2 Einwohnern pro Quadratkilometer. Der Verwaltungssitz (County Seat) ist Winchester.

## Geografie
Das County liegt im Westen von Illinois am linken Ufer des Illinois River. Der Mississippi, der die Grenze zu Missouri bildet, befindet sich rund 60 km westlich; die Grenze zu Iowa verläuft rund 100 km nordwestlich.
Das Scott County hat eine Fläche von 655 km², wovon 5 km² Wasserfläche sind.
An das Scott County grenzen folgende Nachbarcountys:
|             |               |               |
| Pike County |               | Morgan County |
|             | Greene County |               |

## Geschichte
Das Scott County wurde am 16. Februar 1839 aus dem Morgan County gebildet.
Die Geschichte des Scott County beginnt mit den Native Americans, die in diesem Gebiet siedelten. Erstmals erforscht wurde das Gebiet 1673 durch die Europäer, als Louis Joliet und Jacques Marquette von Kanada den Mississippi River herunterkamen. Der nächste Europäer dürfte La Salle gewesen sein, der über die südliche Route kam und mit seiner Expedition 1682 begann und das Land für Frankreich in Besitz nahm. 1762 wurde der Vertrag von Fontainebleau zwischen den Franzosen und Briten unterzeichnet, wodurch alle französischen Besitzungen östlich des Mississippi an die Briten fielen.
Die Inbesitznahme durch weiße Siedler begann letztendlich um 1817. Zu diesem Zeitpunkt lebten hier die letzten Kickapoo-Indianer, oft auch als Prärie-Indianer bezeichnet. 1819 kam die erste namentlich bekannte Familie aus Kentucky in dieses Gebiet. Es war die Familie Thomas Stephens mit sechs Söhnen, die ältesten drei davon zusätzlich mit ihren eigenen Familien.

## Demografische Daten
Nach der Volkszählung im Jahr 2010 lebten im Scott County 5355 Menschen in 2145 Haushalten. Die Bevölkerungsdichte betrug 8,2 Einwohner pro Quadratkilometer. In den 2145 Haushalten lebten statistisch je 2,47 Personen.
Ethnisch betrachtet setzte sich die Bevölkerung zusammen aus 98,6 Prozent Weißen, 0,2 Prozent Afroamerikanern, 0,2 Prozent amerikanischen Ureinwohnern, 0,2 Prozent Asiaten sowie aus anderen ethnischen Gruppen; 0,8 Prozent stammten von zwei oder mehr Ethnien ab. Unabhängig von der ethnischen Zugehörigkeit waren 0,9 Prozent der Bevölkerung spanischer oder lateinamerikanischer Abstammung.
22,9 Prozent der Bevölkerung waren unter 18 Jahre alt, 58,7 Prozent waren zwischen 18 und 64 und 18,4 Prozent waren 65 Jahre oder älter. 51,2 Prozent der Bevölkerung war weiblich.

Das jährliche Durchschnittseinkommen eines Haushalts lag bei 50.702 USD. Das Pro-Kopf-Einkommen betrug 27.955 USD. 8,0 Prozent der Einwohner lebten unterhalb der Armutsgrenze.

## Ortschaften im Scott County
| City - Winchester | Town - Naples1 |

Villages
| - Alsey - Bluffs - Exeter | - Glasgow - Manchester |

Unincorporated Communities
- Bloomfield
- Merritt
- Oxville
- Riggston

1 – teilweise im Morgan County

## Gliederung
Das Scott County ist in zehn Bezirke (precincts) eingeteilt:
| Presinct                  | Einwohner (2010) | FIPS     |
| ------------------------- | ---------------- | -------- |
| Alsey precinct            | 576              | 17-90072 |
| Bloomfield precinct       | 298              | 17-90468 |
| Exeter-Bluffs precinct    | 677              | 17-91224 |
| Glasgow precinct          | 359              | 17-91368 |
| Manchester precinct       | 624              | 17-92016 |
| Merritt precinct          | 220              | 17-92052 |
| Naples-Bluffs precinct    | 568              | 17-92250 |
| Winchester No. 1 precinct | 347              | 17-93780 |
| Winchester No. 2 precinct | 887              | 17-93798 |
| Winchester No. 3 precinct | 799              | 17-93816 |